# Altura (revista)
Altura: cadernos de poesia foi uma revista exclusivamente dedicada à poesia, publicada em 1945, num total de 2 números editados (o primeiro no mês de Fevereiro em Coimbra e o segundo no mês de Maio no Porto), dirigida por Maya Vilaça.
Esta revista contando com a colaboração de Duarte Montalegre, Carlos Macedo, Gomes de Andrade, Manuel Vicente, Noël de Arriaga, Silva Maya, Carlos Queirós, José Palla e Carmo, José Régio, Pedro Homem de Mello, Saúl Dias, Amândio César, António Pereira, António de Sousa, Campos de Figueiredo, Carmo Vaz, José Moreira, Lorenzo di Poppa, Manuel Terroso, Miguel Trigueiros e Rainho.